# Großer Breitenbach
Der Große Breitenbach (Ruisseau Grand Breitenbach) ist ein gut drei Kilometer langer linker Zufluss der Andlau im französischen Département Bas-Rhin in der Region Grand Est.

## Geographie

### Verlauf
Der Große Breitenbach entspringt in der Forêt de la Ville de Strasbourg in den Mittelvogesen. Er fließt zunächst in Richtung Süden und wird nördlich von Loisenthal auf seiner rechten Seite von einem kleinen Waldbach gespeist. Etwas später fließt ihm auf der anderen Seite ein weiteres Bächlein zu. Der Große Breitenbach erreicht nun den Nordrand von Le Hohwald, unterquert die Rue Principale, schlägt einen kleinen Bogen nach rechts und mündet kurz danach unterirdisch verrohrt in die Andlau.

### Zuflüsse
- Kanalbächel (links)
- Kleine Breitenbach (rechts)